# Madera (Chihuahua)
Madera, también conocida como el lugar más frío de México, es una ciudad del estado mexicano de Chihuahua, localizada en la Sierra Madre Occidental, es una de las principales poblaciones de esa región, se encuentra situada a 2 112 metros sobre el nivel del mar, en una región boscosa que se dedica a la explotación forestal, agricultura, ganadería, y turismo. Fue fundada en 1906. Es cabecera del municipio de Madera.
Cerca a la población se encuentra el sitio arqueológico de las Cuarenta Casas, perteneciente a las culturas del norte de México, de gran parecido a las ruinas anasazi. La población tuvo su origen a principios del siglo XX debido a la construcción del ferrocarril en la región y que culmina en Ciudad Juárez, con el tiempo se convirtió en el principal centro económico de la región, conocida como Alta Sierra Tarahumara.
El 23 de septiembre de 1965 la guarnición militar de la población fue asaltada por un grupo de guerrilleros de izquierda, en un episodio precursor de las posteriores luchas sociales que tendrían lugar en México durante el final de la década de los 60s e inicios de los 70s. Del día del asalto tomó su nombre posteriormente el grupo guerrillero Liga 23 de Septiembre.
El libro de “Las mujeres del Alba” de Carlos Montemayor, ofrece una redacción de tal episodio desde la perspectiva de los atacantes al cuartel.

## Demografía
Según los resultados emitidos por el Instituto Nacional de Estadística y Geografía (INEGI) mediante el II Conteo de Población y Vivienda realizado por dicho organismo en 2005, la ciudad de Madera tenía hasta ese entonces un total de 15.267 habitantes, de dicha cantidad, 7.539 eran hombres y 7.728 eran mujeres.

## Situación geográfica
Ciudad Madera se localiza a 276 km al noroeste de la ciudad de Chihuahua y a 536 km al suroeste de Ciudad Juárez. El municipio se encuentra completamente dentro de la sierra tarahumara a 2300 m s. n. m. predominan los bosques de coníferas, la fauna es abundante y se puede encontrar venado, cotorra serrana, borrego cimarrón, oso negro, zorro y ardilla entre otros.

## Asalto al cuartel de Madera
El 23 de septiembre de 1965 el Grupo Popular  Guerrillero asaltó al cuartel de Madera. El Ejército Mexicano logró derrotar a los asaltantes.

## Clima
Madera tiene, según la clasificación climática de Köppen, un clima fresco subtropical de altura "Csb", con veranos algo cálidos y húmedos, e invierno fríos y mayormente secos.  
La temperatura media anual es de 10.9 °C. Las precipitaciones suelen acumularse en abundancia principalmente entre los meses de julio y septiembre. teniendo un promedio de 657.2 mm anuales.
En verano las temperaturas máximas se mantienen en torno a los 27 °C, y las mínimas cercanas a los 10 °C. Se presentan heladas en los meses de octubre a abril. Los inviernos son fríos y comúnmente nivosos, en enero las temperaturas máximas normalmente se sitúan en torno a los 13 °C y las temperaturas mínimas a −7 °C. En promedio ocurren 7 nevadas anuales en la ciudad y hasta 11 en zonas rurales más elevadas, haciendo de esta una de las localidades pobladas en la que más nieva en México.
La temperatura media promedio de las estaciones del año son las siguientes: primavera, 11 °C; verano, 18 °C; otoño, 12 °C; invierno, 3 °C. 
| Parámetros climáticos promedio de Madera, Chihuahua (2100 msnm) normales 1991–2020 | Parámetros climáticos promedio de Madera, Chihuahua (2100 msnm) normales 1991–2020 | Parámetros climáticos promedio de Madera, Chihuahua (2100 msnm) normales 1991–2020 | Parámetros climáticos promedio de Madera, Chihuahua (2100 msnm) normales 1991–2020 | Parámetros climáticos promedio de Madera, Chihuahua (2100 msnm) normales 1991–2020 | Parámetros climáticos promedio de Madera, Chihuahua (2100 msnm) normales 1991–2020 | Parámetros climáticos promedio de Madera, Chihuahua (2100 msnm) normales 1991–2020 | Parámetros climáticos promedio de Madera, Chihuahua (2100 msnm) normales 1991–2020 | Parámetros climáticos promedio de Madera, Chihuahua (2100 msnm) normales 1991–2020 | Parámetros climáticos promedio de Madera, Chihuahua (2100 msnm) normales 1991–2020 | Parámetros climáticos promedio de Madera, Chihuahua (2100 msnm) normales 1991–2020 | Parámetros climáticos promedio de Madera, Chihuahua (2100 msnm) normales 1991–2020 | Parámetros climáticos promedio de Madera, Chihuahua (2100 msnm) normales 1991–2020 | Parámetros climáticos promedio de Madera, Chihuahua (2100 msnm) normales 1991–2020 |
| Mes                                                                                | Ene.                                                                               | Feb.                                                                               | Mar.                                                                               | Abr.                                                                               | May.                                                                               | Jun.                                                                               | Jul.                                                                               | Ago.                                                                               | Sep.                                                                               | Oct.                                                                               | Nov.                                                                               | Dic.                                                                               | Anual                                                                              |
| ---------------------------------------------------------------------------------- | ---------------------------------------------------------------------------------- | ---------------------------------------------------------------------------------- | ---------------------------------------------------------------------------------- | ---------------------------------------------------------------------------------- | ---------------------------------------------------------------------------------- | ---------------------------------------------------------------------------------- | ---------------------------------------------------------------------------------- | ---------------------------------------------------------------------------------- | ---------------------------------------------------------------------------------- | ---------------------------------------------------------------------------------- | ---------------------------------------------------------------------------------- | ---------------------------------------------------------------------------------- | ---------------------------------------------------------------------------------- |
| Temp. máx. abs. (°C)                                                               | 32                                                                                 | 28                                                                                 | 29                                                                                 | 33                                                                                 | 37                                                                                 | 40                                                                                 | 39                                                                                 | 36                                                                                 | 34                                                                                 | 30                                                                                 | 27                                                                                 | 26                                                                                 | 40                                                                                 |
| Temp. máx. media (°C)                                                              | 14.3                                                                               | 15.7                                                                               | 18.7                                                                               | 22.2                                                                               | 26.4                                                                               | 30.2                                                                               | 27.5                                                                               | 26.8                                                                               | 25.9                                                                               | 22.8                                                                               | 18.7                                                                               | 14.6                                                                               | 22                                                                                 |
| Temp. media (°C)                                                                   | 3.9                                                                                | 5.3                                                                                | 7.8                                                                                | 10.9                                                                               | 14.6                                                                               | 19                                                                                 | 19                                                                                 | 18.4                                                                               | 16.7                                                                               | 12.3                                                                               | 7.7                                                                                | 4                                                                                  | 11.6                                                                               |
| Temp. mín. media (°C)                                                              | -6.5                                                                               | -5.1                                                                               | -3                                                                                 | -0.5                                                                               | 2.9                                                                                | 7.9                                                                                | 10.5                                                                               | 9.9                                                                                | 7.5                                                                                | 1.7                                                                                | -3.4                                                                               | -6.5                                                                               | 1.3                                                                                |
| Temp. mín. abs. (°C)                                                               | -20                                                                                | -21                                                                                | -15                                                                                | -10                                                                                | -5                                                                                 | -4                                                                                 | 4                                                                                  | 5                                                                                  | -2                                                                                 | -11                                                                                | -15                                                                                | -25                                                                                | -25                                                                                |
| Precipitación total (mm)                                                           | 39.7                                                                               | 43                                                                                 | 19.5                                                                               | 8.9                                                                                | 8.8                                                                                | 47.6                                                                               | 157.7                                                                              | 137.1                                                                              | 79.5                                                                               | 36.8                                                                               | 31.4                                                                               | 47.2                                                                               | 657.2                                                                              |
| Nevadas (cm)                                                                       | 1.9                                                                                | 1.8                                                                                | 1.0                                                                                | 0                                                                                  | 0                                                                                  | 0                                                                                  | 0                                                                                  | 0                                                                                  | 0                                                                                  | 0                                                                                  | 0.1                                                                                | 0.7                                                                                | 5.5                                                                                |
| Días de precipitaciones (≥ 0.1 mm)                                                 | 4.4                                                                                | 4                                                                                  | 3                                                                                  | 1.5                                                                                | 1.9                                                                                | 7.9                                                                                | 19.8                                                                               | 16.5                                                                               | 10                                                                                 | 4.4                                                                                | 3.3                                                                                | 4.3                                                                                | 81                                                                                 |
| Días de nevadas (≥ 1 mm)                                                           | 1.33                                                                               | 1.58                                                                               | 1.45                                                                               | 0.39                                                                               | 0                                                                                  | 0                                                                                  | 0                                                                                  | 0                                                                                  | 0                                                                                  | 0.04                                                                               | 0.75                                                                               | 1.40                                                                               | 6.94                                                                               |
| Fuente n.º 1: Servicio Meteorológico Nacional                                      |                                                                                    |                                                                                    |                                                                                    |                                                                                    |                                                                                    |                                                                                    |                                                                                    |                                                                                    |                                                                                    |                                                                                    |                                                                                    |                                                                                    |                                                                                    |
| Fuente n.º 2: Colegio de Postgraduados                                             |                                                                                    |                                                                                    |                                                                                    |                                                                                    |                                                                                    |                                                                                    |                                                                                    |                                                                                    |                                                                                    |                                                                                    |                                                                                    |                                                                                    |                                                                                    |

## Medios de comunicación

### Televisión
| Estación  | TDT                          | Grupo televisivo | Notas |
| --------- | ---------------------------- | ---------------- | ----- |
| XHMAC-TDT | 2.1 - Canal de las Estrellas | Grupo Televisa   | •     |

### Radio
Amplitud Modulada
| Frecuencia kHz | Estación | Nombre              | Grupo radiofónico / Dependencia | Notas |
| -------------- | -------- | ------------------- | ------------------------------- | ----- |
| 970            | XESW-AM  | Radio Madera 970 AM | GRD Multimedia                  | •     |

Frecuencia Modulada
| Frecuencia MHz | Estación | Nombre            | Grupo radiofónico / Dependencia | Notas |
| -------------- | -------- | ----------------- | ------------------------------- | ----- |
| 96.1           | XHESW-FM | Radio Madera 96.1 | GRD Multimedia                  | •     |